# Ardisia conraui
Ardisia conraui är en viveväxtart som beskrevs av Ernest Friedrich Gilg. Ardisia conraui ingår i släktet Ardisia och familjen viveväxter. Inga underarter finns listade i Catalogue of Life.